# ENERMAX
ENERMAX（エナーマックス）は、台湾に本社を置くPC用電源・PCケースなどのメーカーである。2004年には台湾の店頭市場で株式公開を果たした。

## 概要
1990年に新北市蘆洲区にて設立。
1995年、ATX規格の策定に伴いATX電源の開発に参入。2000年には本社を現在の桃園市に移転し、2003年からは欧米諸国や日本に子会社を設立して世界進出を図っている。
2000年にはISO9001、翌年にはISO14001を取得した。

## 製品
- ATX電源
  - 日本製電解コンデンサを使用し、80PLUS認証を取得したハイエンドユーザー向け製品を多く生産している。また、LEPATEKブランドの製品も同じ代理店で取り扱っている。
- PCケース
- ファン
  - LEDを搭載した、装飾性の高い製品が中心。
- キーボード